# Bützfleth
Bützfleth es una localidad de 5000 habitantes al norte de la ciudad de Stade en la Baja Sajonia, Alemania.
Limita al sur con Götzdorf, al noroeste con Bützflethermoor y Depenbeck, al norte con Abbenfleth y al este con el río Elba.

## Historia
Bützfleth pertenecía al Príncipe-Arzobispado de Bremen, fundado en 1180. En 1648, el Príncipe-Arzobispado se transformó en el Ducado de Bremen, gobernado primero en unión personal por la Corona sueca -interrumpida por una ocupación danesa (1712-1715)- y a partir de 1715 por la Corona hannoveriana. En 1807, el efímero Reino de Westfalia se anexionó el Ducado, antes de que Francia lo hiciera en 1810. En 1813 el Ducado fue restituido al Electorado de Hannover, que -tras su elevación a Reino de Hannover en 1814- incorporó al Ducado en una unión real y el territorio ducal, incluida Bützfleth, pasó a formar parte de la nueva Región de Stade, establecida en 1823.
En 1972, Bützfleth se incorporó a la ciudad de Stade, formando desde entonces una de sus localidades. 